# 素敵な明日
「素敵な明日」（すてきなあした）は、2002年6月5日にSony Recordsからリリースされた松田聖子の通算57枚目のシングル。

## 解説
1995年の「素敵にOnce Again」リリース以来、7年ぶりとなるSony Records復帰第一弾シングル。
フジテレビ『めざましテレビ』のテーマソングとして同年4月から9月まで使用された。
発売記念TALKイベントが6月8日HMV新宿SOUTHで行われた。
本作リリース1ヶ月前に娘の神田沙也加（当時はSAYAKA）が「ever since」でメジャー・デビューした。

## 収録曲
全作詞:Seiko Matsuda／作曲:小倉良／編曲:鳥山雄司
1. 素敵な明日[4:54]
2. 素敵な明日（Re-Mix）[6:48]
3. 素敵な明日（オリジナル・カラオケ）[4:55]

## 関連作品
- 素敵な明日
  - Best of Best 27
  - Premium Diamond Bible
  - Diamond Bible
  - SEIKO STORY〜90s-00s HITS COLLECTION〜